# Havenlichten van Stavoren
De twee havenlichten ('lage lichten') van Stavoren zijn lichtbakens die de toegang tot de oude haven van Stavoren markeren. Ze staan op de uiteinden van de zuidelijke en noordelijke dammen van de haven, de havenhoofden. De havenlichten zijn in 1884 vervaardigd door de Engelse firma Brothers en Co. uit Birmingham.

## Omschrijving
De twee havenlichten zijn identiek, maar het zuidelijke licht is groen-wit gekleurd en het noordelijke rood-wit.
De havenlichten bestaan elk uit een etage gevormd door zes open gietijzeren panelen op een natuurstenen band. Een wenteltrap leidt naar een smalle verhoging met balustrade. Het gietijzeren lichthuis heeft een koepeldakje en bevat een ijzeren zuil met een rond plateau, waarop de optiek is geplaatst. Deze is nog origineel maar werkt tegenwoordig met een elektrische lamp. Op de voet van de lamp staat de fabrikant Brothers en Co. vermeld.

## Rijksmonument
Sinds 1999 zijn de havenlichten beschermd als rijksmonument vanwege het cultuurhistorisch en architectuurhistorisch belang, onder meer door de technische ontwikkeling, de esthetische kwaliteit en de situering, verbonden met de ontwikkeling van de haven.

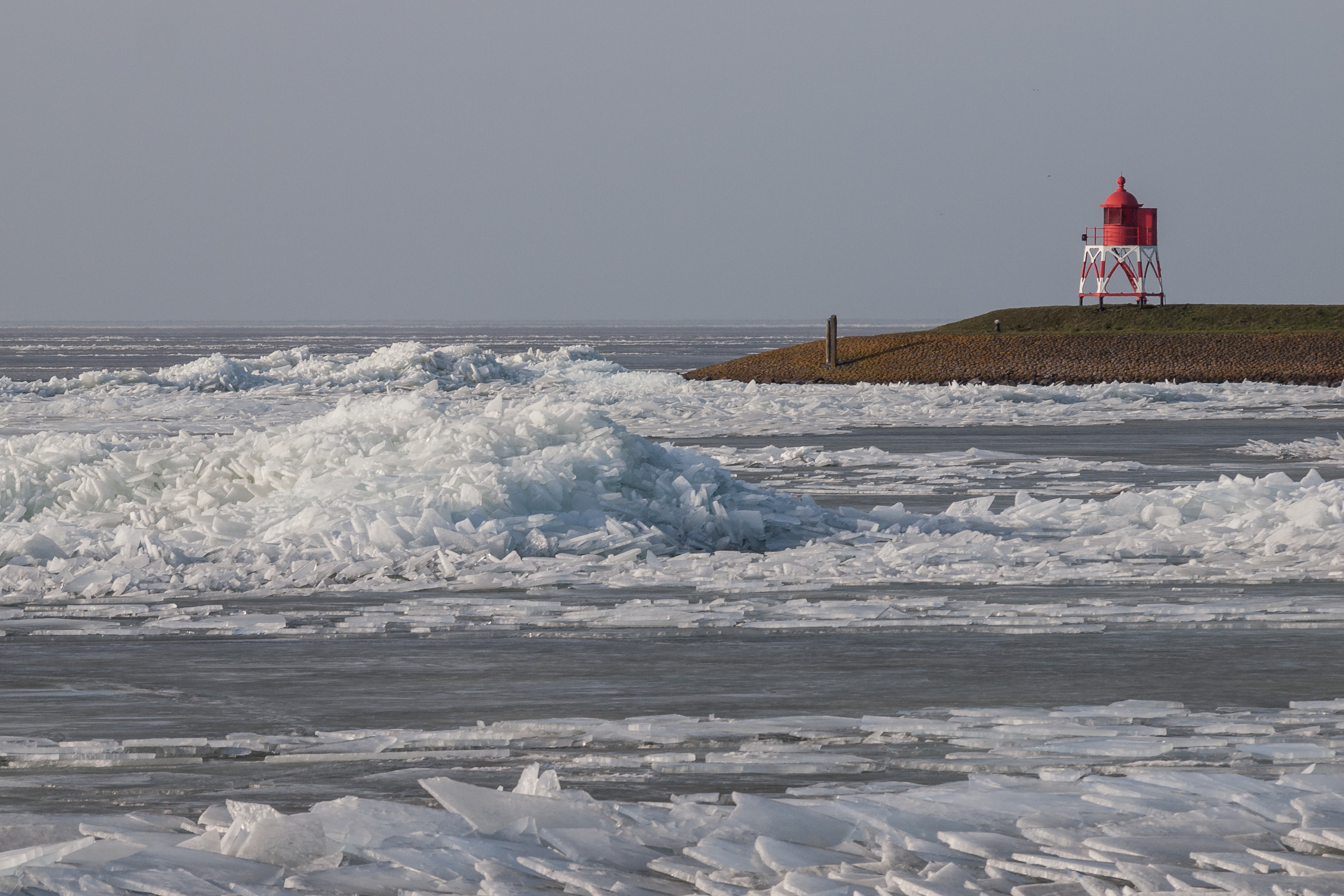
Het noordelijke havenlicht van Stavoren (2013)